# HD 100546

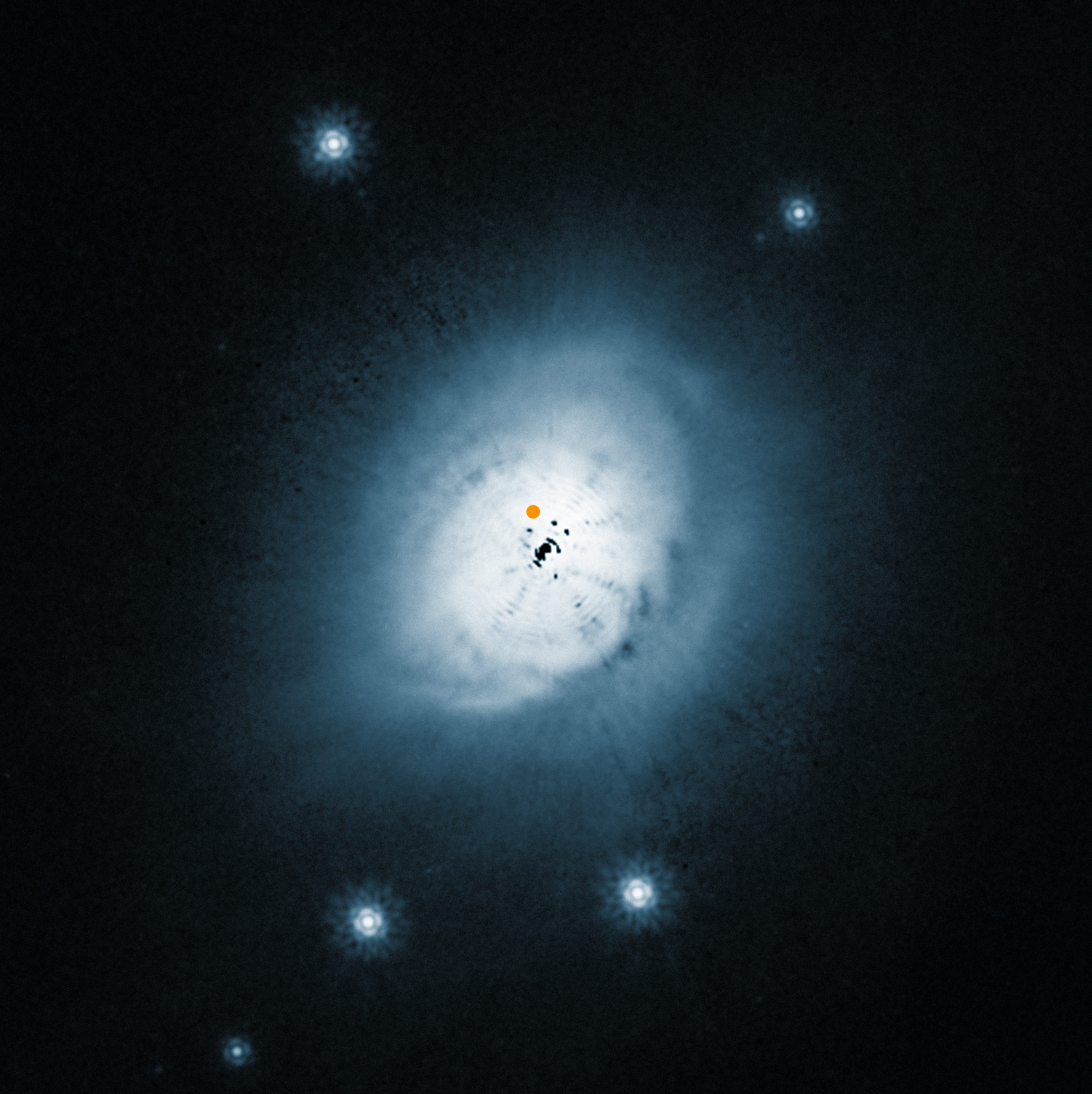
Esta imagen del telescopio espacial de NASA/ESA Hubble muestra una vista ligera visible del polvo externo alrededor de la estrella joven HD 100546. La posición del protoplaneta descubierto recientemente se marca con un punto anaranjado. La parte interna de esta imagen está dominada por artefactos de la estrella central brillante, que ha sido restablecido digitalmente, y las manchas negras no son reales.

HD 100546, también conocida como KR Muscae, es una estrella ubicada a 320 años luz de la Tierra. Está orbitado por un exoplaneta de aproximadamente 20 MJ a 6,5 unidad astronómica,  a pesar de que el examen más lejano del perfil de disco lo indica podría ser un objeto más masivo como una enana marrón o más de un planeta. La estrella está rodeada por un disco circunestelar a una distancia de 0,2 a 4 UA, y posee otro a 13 UA a unos pocos cientos de UA, con evidencia de que se forma un protoplaneta a una distancia de alrededor de 47 UA.
Se estima que tiene alrededor de 10 millones de años, se encuentra en el límite superior de edad de la clase de estrellas a las que pertenece —estrellas Estrella Herbig Ae/Be, y también el ejemplo más cercano al sistema solar.
| Planeta | Masa   | Semieje mayor (UA) | Periodo orbital (días) | Excentricidad | Inclinación | Radio  |
| ------- | ------ | ------------------ | ---------------------- | ------------- | ----------- | ------ |
| b       | >20 MJ | 6,5                | 249.2 Años             | < 6,9         | ?           | 6,9 RJ |
| c       | ?      | 13,5               | ?                      | ?             | ?           | ?      |

## Posible nacimiento de un nuevo planeta
En 2013, los investigadores informaron que habían encontrado lo que parece ser un planeta en proceso de formación, incrustado en el gran disco de gas y polvo de la estrella. Si se confirma, representaría la primera oportunidad de estudiar las primeras etapas de formación planetaria de forma observacional.

## HD 100546 b
Utilizando el espectrógrafo echelle de UVES se obtuvo evidencia de un compañero planetario de HD 100546 en el VLT en Chile. Esto confirma otros datos que indican un compañero planetario. HD 100546 b podría ser el exoplaneta más grande descubierto con un tamaño de planeta y un disco circundante de alrededor de 6,9 RJ; el tamaño del planeta lo coloca cerca de la frontera entre un planeta grande y una enana marrón.

## Material protoplanetario
Las observaciones ópticas coronagráficas con el telescopio espacial Hubble muestran patrones espirales complejos en el disco circunestelar. Las causas de estas estructuras siguen siendo inciertas. Los colores del disco son similares a los derivados para los objetos del cinturón de Kuiper, lo que sugiere que los mismos procesos de intemperismo están en funcionamiento en HD 100546. El disco es bastante plano, consistente con un estado evolutivo avanzado.
El análisis espectroscópico de los datos mid-IR tomados del OSCIR en el Telescopio Víctor Blanco de 4 m en el Observatorio Interamericano Cerro Tololo indica la presencia de partículas pequeñas (10-18 μm) que contienen silicatos. El material se encuentra a distancias de hasta 17 UA de la estrella y tiene una temperatura de aproximadamente 227 K.

## Lectura adicional
- Butler, R. P. et al. (2006). «Catalog of Nearby Exoplanets». The Astrophysical Journal 646 (1): 505-522. Bibcode:2006ApJ...646..505B. doi:10.1086/504701.. Bibcode:2006ApJ...646..505B. doi:10.1086/504701.
- «Kinematics of planet-host stars and their relation to dynamical streams in the solar neighbourhood». Astronomy and Astrophysics 461 (171): 171-182. agosto de 2006. Bibcode:2007A&A...461..171E. doi:10.1051/0004-6361:20065872.. Bibcode:2007Un&Un...461..171E. doi:10.1051/0004-6361:20065872.
- «Habitability of known exoplanetary systems based on measured stellar properties». The Astrophysical Journal 649 (1010): 1010-1019. junio de 2006. Bibcode:2006ApJ...649.1010J. doi:10.1086/506557.. Bibcode:2006ApJ...649.1010J. doi:10.1086/506557.
- Mandell, Avi M.; Raymond, Sean N.; Sigurdsson, Steinn (Mayo de 2007). «Formation of Earth-like Planets During and After Giant Planet Migration». The Astrophysical Journal 660: 823-844. Bibcode:2007ApJ...660..823M. doi:10.1086/512759.. Bibcode:2007ApJ...660..823M. doi:10.1086/512759.
- «Extrasolar planet taxonomy: a new statistical approach». The Astrophysical Journal 666: 475-485. Mayo de 2007. Bibcode:2007ApJ...666..475M. doi:10.1086/519760.. Bibcode:2007ApJ...666..475M. doi:10.1086/519760.
- Hedrick, C. H.; Doering, R.; Lee,  K.-G.; Sosey, M.;  Et al. (diciembre de 2005). "El Circumstellar Disco de Polvo de HD 100546". «The Circumstellar Dust Disk of HD 100546». Bulletin of the American Astronomical Society 37 (4): 1167. Diciembre de 2005. Bibcode:2005AAS...207.1009H.  (4): 1167. Bibcode:2005AAS...207.1009H.